# Pavel Bělina
Pavel Bělina (* 3. září 1948 Trutnov) je český historik. Specializuje se především na dějiny českých zemí a habsburské monarchie v 16.–19. století.
V letech 1967–1972 vystudoval obor archivnictví a dějepis na Filozofické fakultě Univerzity Karlovy v Praze. Studia ukončil obhajobou diplomové a rigorózní práce Hradec Králové v době předhusitské a ziskem titulu PhDr. Poté krátce pracoval jako archivář ve Vojenském historickém ústavu a od roku 1974 byl zaměstnán v Ústavu československých a světových dějin ČSAV Praha. V letech 1991–1997 působil jako odborný asistent na Fakultě sociálních věd Univerzity Karlovy. V letech 1994–2002 byl zaměstnán v Historickém ústavu Armády ČR. Mezi léty 2002–2006 byl osobou samostatně výdělečně činnou. Od roku 2006 pracuje jako vedoucí redaktor v nakladatelství Paseka a od roku 2007 působí jako odborný asistent na FF UK.

## Publikace
- Česká města v 18. století a osvícenské reformy. Praha : Academia, 1985. 121 s.
- České země a habsburský absolutismus ve druhé polovině 18. a na počátku 19. století. Praha : SPN, 1993. 66 s. ISBN 80-04-26118-3.
- Generál Laudon : život ve službách Marie Terezie a Josefa II. Praha : Panorama, 1993. 211 s. ISBN 80-7038-216-3.
- Slavné bitvy naší historie. Praha : Marsyas, 1993. 271 s. ISBN 80-901606-1-1. (spoluautoři Petr Čornej a kol.)
- Kolín : 18. 6. 1757. Praha ; Litomyšl : Paseka, 1997. 91 s. ISBN 80-7185-121-3.
- Velké dějiny zemí Koruny české X. 1740–1792. Praha : Paseka, 2001. 768 s. ISBN 80-7185-384-4.
- Válka 1866. Praha ; Litomyšl : Havran ; Paseka, 2005. 686 s. ISBN 80-7185-765-3. (spoluautor Josef Fučík)
- Velké dějiny zemí Koruny české IX. 1683–1740. Praha : Paseka, 2011. 860 s. ISBN 978-80-7432-105-4. (spoluautoři Jiří Mikulec, Vít Vlnas, Jiří Kaše a Irena Veselá)
- Velké dějiny zemí Koruny české XII.a 1860–1890. Praha : Paseka, 2012. 804 s. ISBN 978-80-7432-181-8. (spoluautoři Michael Borovička, Jiří Kaše a Jan P. Kučera)
- Generál Laudon : slavný vojevůdce a pán na Bečvárech. Praha : Paseka, 2017. 360 s. ISBN 978-80-7432-687-5. (spoluautor Jiří Kaše)